# سلیتا ایبنکس
سلیتا ایبنکس (به انگلیسی: Selita Ebanks) متولد ۱۱ فوریه ۱۹۸۳، یک مدل کیمنی می‌باشد. او مدل برندهای معروفی چون نیمان مارکوس و رالف لورن بوده و در مجله‌هایی چون اسپورتس ایلوستراتد، نسخهٔ مایو، وگ و گلامور ظاهر شده‌است ،اما بیشتر به خاطر همکاری‌اش با کمپانی ویکتوریا سکرت که در سال‌های ۲۰۰۹-۲۰۰۵ یکی از "فرشته‌های ویکتوریا" بود، شناخته می‌شود.